# Árdány
Árdány (románul: Ardan) falu Romániában, Beszterce-Naszód megyében.

## Fekvése
Besztercétől délkeletre, a Kelemen-havasok nyugati lábánál fekvő település.

## Története
Árdány, Jordánfalva nevét 1319-ben p. v. Jordanfolua néven említette először oklevél. Későbbi névváltozatai: 1333-ban Henricus sacerdos. de v. Jordani, 1453-ban p. Ardan, 1733-ban Ardan, 1760–1762 között Árdány, 1808-ban Ardány h., 1854-ben Ardány, Ardán, Garndorf, 1888-ban Ardány, (Ardanu, Gáru), 1913-ban Árdány.
1333-ban a pápai tizedjegyzék szerint papja 1333-ban 2 régi báni pápai tizedet fizetett.
1453-ban p. Ardan néven volt említve, és a Kácsik nemzetségbeli Mihály mint örökölt birtokát kapta vissza; valójában a Sárpatakiak sajói uradalmához tartozott. 1473-ban és 1502-ben Ardan Szobi Mihály birtoka volt. 1600-ban pedig a Bocskaiak részbirtoka volt.
A trianoni békeszerződés előtt Beszterce-Naszód vármegye Besenyői járásához tartozott.
1910-ben 985 lakosából 8 magyar, 976 román volt. Ebből 976 volt görögkatolikus.

## Nevezetességek
Közelében Besenyőtől északkeletre egy földvár található.(ép. szakaszai: neolitikus kultúra; dákok Kr.e. 180–150; magyar határvédő földvár, 13-14. század).